# NGC 2373
NGC 2373 ist eine Spiralgalaxie vom Hubble-Typ Sbc im Sternbild Zwillinge auf der Ekliptik. Sie ist schätzungsweise 347 Millionen Lichtjahre von der Milchstraße entfernt und hat einen Durchmesser von etwa 50.000 Lichtjahren. 

Im selben Himmelsareal befinden sich die Galaxien NGC 2375, NGC 2379, NGC 2385, NGC 2388.
Das Objekt wurde am 20. Februar 1849 von George Johnstone Stoney entdeckt.